# Fačkov
Fačkov és un poble i municipi d'Eslovàquia que es troba a la regió de Žilina, al centre-nord del país.

## Història
La primera menció escrita de la vila es remunta al 1351.

## Demografia
| Godina             | 1994 | 2004   | 2014    | 2024   |
| ------------------ | ---- | ------ | ------- | ------ |
| Nombre de persones | 805  | 736    | 657     | 666    |
| Diferència         |      | −8,57% | −10,73% | +1,36% |

| Godina             | 2023 | 2024   |
| ------------------ | ---- | ------ |
| Nombre de persones | 670  | 666    |
| Diferència         |      | −0,59% |